# Скансен

Карта «Скансена».

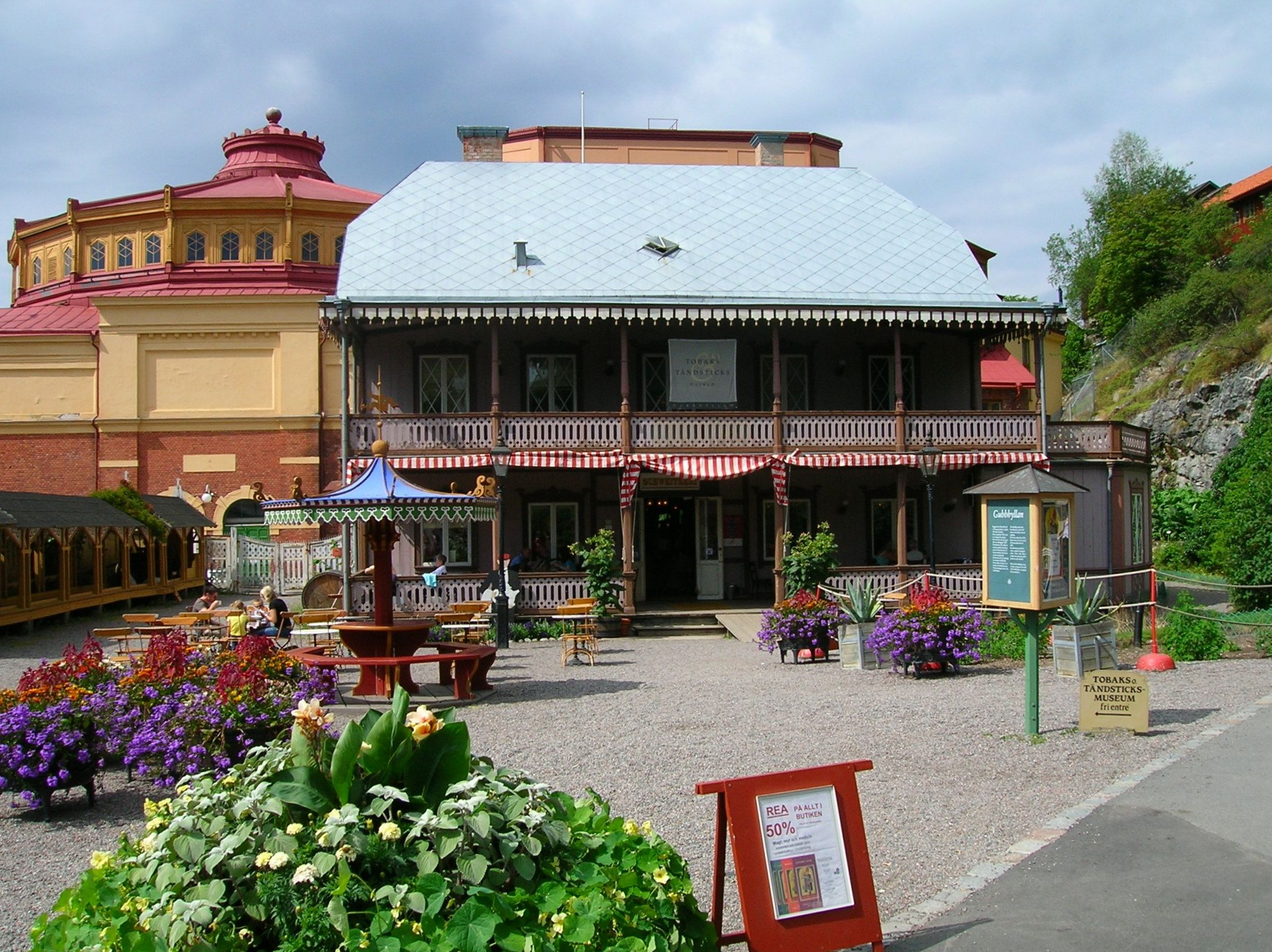
Бар «Губхюллан», Музей табака и спичек.

Ска́нсен (швед. Skansen) — этнографический комплекс, музей под открытым небом, расположенный на острове Юргорден в Стокгольме. Основан Артуром Хазелиусом 11 октября 1891 года.

## Основание

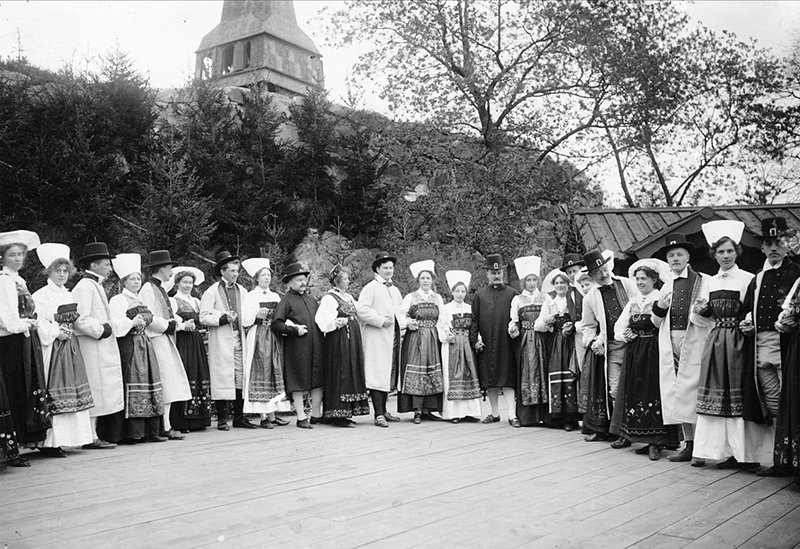
Скансен, 1904

В 1810 году на острове Юргорден, ранее являвшемся владением шведской короны, торговец Йон Бургман построил летний павильон с красивым видом на город, там же им был разбит великолепный сад. Имение Бургмана получило название «Скансен», поскольку рядом была небольшая крепостица (по-шведски skans — укрепление), где принцы королевской фамилии обучались военному мастерству.

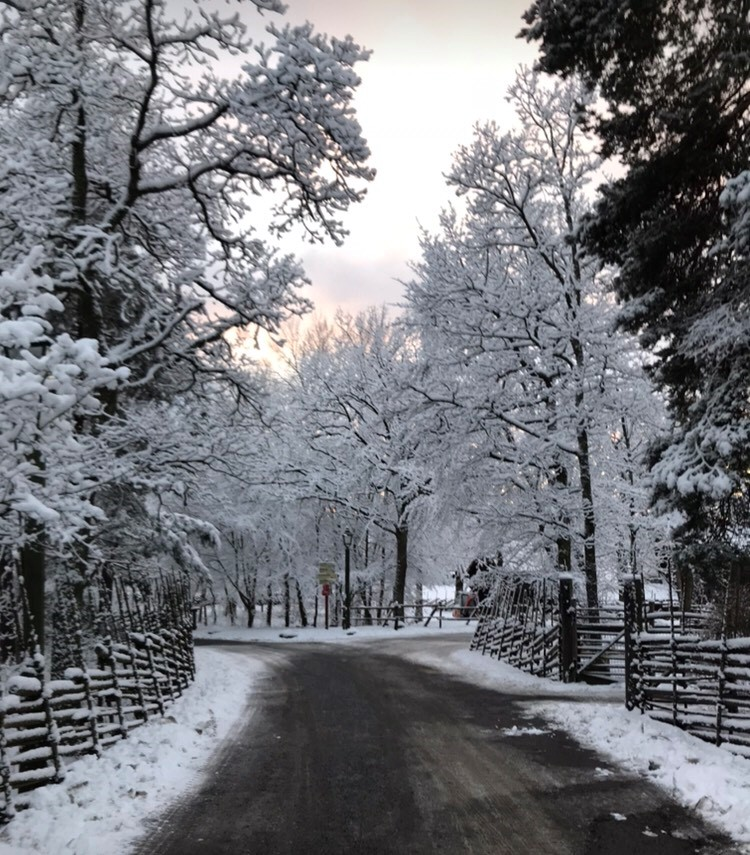
Скансен в снежный зимний полдень

В 1891 году Артур Хазелиус, директор и основатель Музея Северных стран, приобретает имение «Скансен». Тогда он пишет: «…туда была перенесена палатка, с целью заложить музей не имеющий аналогов, а именно фольклорный культурно-исторический музей под открытым небом».
В воскресенье, 11 октября 1891 года, «Скансен» впервые открылся для посетителей, а его первым экспонатом стал домик из Муры.

## Развитие музея
«Скансен» стал первым в мире этнографическим музеем под открытым небом в самом центре Стокгольма, где собраны дома и постройки с различных концов Швеции и даже целые комплексы, как, например, кузница, мастерская стеклодува или пекарня.
Основное развитие и первые программы работы «Скансен» получил в первые двадцать лет своего существования. В музей начинают свозиться дома и усадьбы со всей Швеции, звери для небольшого зверинца и т. д.
В настоящее время в Скансене представлены более 150 домов и усадеб XVIII — XX веков, в которых сохранена обстановка, показывающая, как жили в те времена люди различного социального происхождения в разных районах Швеции. Смотрители домов, одетые в костюмы соответствующей эпохи, могут провести посетителей по комнатам и рассказать об экспонатах.
Также в Скансене находится зверинец, где живут как дикие, так и домашние животные Швеции. Рядом со входом в Скансен работает относящийся к нему Биологический музей, а внутри расположен Аквариум Скансена.
Ежегодно в Скансене празднуется множество праздников (Вальпургиева ночь, Праздник середины лета, Рождество и т. п.), а один из праздников, придуманных Артуром Хазелиусом и отмечаемых особенно широко — День Шведского флага, празднуемый 6 июня, с 1983 года стал официальным праздником Швеции.
В связи с большой популярностью название «Скансен» стало нарицательным для обозначения музеев такого рода.

## Адрес
Skansen, Box 27807, SE-115 93 Stockholm, Sweden